# New Years Day
New Year’s Day — американская рок-группа из Анахайма, штат Калифорния, образованная в 2005 году. Первоначально группа продвигала своё творчество через социальную сеть MySpace, а в 2006 году группа выпустила свой дебютный одноимённый EP, а в 2007 году — первый студийный — «My Dear». Один из альбомов, «Malevolence», выпущенный в 2015 году, достиг 45-го места в чарте Billboard 200, что пока является самым высоким показателем коллектива на сегодняшний день.

## История

### Формирование
New Years Day была образована в 2005 году после ухода из группы Home Grown басиста Адама Лорбаха. У Лорбаха имелись некоторые наработки с последнего EP «When It All Comes Down» бывшей группы, выпущенного в 2004, которые были воплощённы в текстах новой группы.
Адам встретился с вокалисткой Эшли Костелло и гитаристом/клавишником Китом Дровером. Друзья написали и отыграли песни о своих сложных и эмоциональных разрывах в отношениях. Вскоре, группа выпустила EP из двух песен, а также, они пригласили общего друга, Эрика Сейло, в качестве басиста. В конечном счёте, Сейло покинул коллектив в конце 2005 года, чтобы получить высшее образование. После, к ним присоединился гитарист группы Wakefield, Майк Скулден, и барабанщик Рассел Диксон. Члены коллектива решили назваться New Years Day.

### Первая слава в и первый альбом
Группа стала продвигать своё творчество на платформе MySpace. В 2006 группа попала в сборник MySpace Records Volume 1. Кроме того, коллектив записал саундтреки к видеоигре Saints Row.
В 2006 году группа решила подписать контракт с TVT Records. После чего был выпущен первый EP под названием «Razor». Он распространялся на музыкальных платформах, а также, на концертах фанатам раздавались CD-диски с альбомом.
В 2007 году New Years Day выступили на музыкальном фестивале South by Southwest music festival. 8 мая того же года группа выпустила свой дебютный альбом «My Dear». Он был самофинансирован. Также, в течение восьми месяцев его продюсировал и записывал друг, продюсер Юджин Перрерас. Альбом включал фиты с другими исполнителями, такими как: Reel Big Fish и Motion City Soundtrack.Также, группа гастролировала с другими музыкантами: The Fall of Troy, The Red Jumpsuit Apparatus, Ozma и Hawthorne Heights.
Вскоре, гитарист Кит Дровер решил покинуть группу и переехать в Швецию. Потом группа дебютировала с главным синглом «I Was Right», снятым режиссёром Шейном Дрейком. Видеоклип выиграл опрос MTVU «Freshman Face» и был добавлен в постоянный плейлист канала.
В 2008 году TVT Records обанкротились. Лэйбл был вынужден продать звукозаписывающие активы другому лэйблу — лэйблу The Orchard. Из-за этого, альбом «My Dear» плохо продвигался. Это привело к тому, что Скулден и Лорбах покинули группу, но группа не распалась и продолжала писать новые песни. В сентябре 2009 года New Years Day опубликовали две новые песни на MySpace. Когда Костелло спросили о предстоящем EP, она ответила, что он ещё находится на стадии демо-версии. EP вышел весной 2010 года.

### Новые участники и новый лэйбл
12 марта 2010 года Alternative Press объявила, что New Years Day присоединятся к туру Vans Warped Tour. 2 июля 2010 года группа выпустила свой дебютный альбом «Headlines & Headstones» для Японии под лейблом Spinning Inc. «Headlines & Headstones» включал некоторые песни из «My Dear», новые песни с предстоящего второго американского альбома и кавер на песню Леди Гаги — «Bad Romance».
31 января 2011 года к группе присоединился гитарист Мэтью Линдблад, заменив Дэна Арнольда. Также, к коллективу присоединился Джейк Джонс в качестве дополнительного гитариста. 15 мая 2011 года лэйбл Hollywood Waste объявил, что с ними подписала контракт группа New Years Day. Под новым лэйблом 21 июня 2011 года был выпущен очередной EP под названием «The Mechanical Heart».
С октября по декабрь группа гастролировала вместе с Blood on the Dance Floor в рамках тура All the Rage Tour. В ходе тура к коллективу присоединился Никки Мизери в качестве ведущего гитариста, заменив Мэтью Линдблада, который продолжил сольную карьеру.

### Туры и снова новые участники
В июне 2013 года New Years Day выпустили свой второй студийный альбом «Victim to Villain» под лейблом Century Media Records. Также, группа присоединилась к туру Vans Warped и дала 40 концертов, что по сей день является «самым продолжительным гастрольным музыкальным фестивалем в Северной Америке». Осенью 2013 года группа отправилась в совместные туры с Otep и Stolen Babies, а весной 2014 года — с William Control и Combichrist.

В начале 2014 года Ник Тёрнер и Джейк Джонс покинули группу. Их места заняли Ник Росси и Тайлер Бёрджесс. В последующие месяцы коллектив отправился в европейское турне с Escape the Fate и Glamour of the Kill. Кроме того, группа разорвала контракт со своим лейблом Century Media Records. После,18 ноября 2014, она выпустила первый сингл «Other Side» со своего грядущего EP «Epidemic» под лейблом Grey Area Records. Когда в интервью с Alternative Press Эшли Костелло спросили о новом EP, она сказала следующее:
«We’ve taken what we have experienced in the past year and a half and poured it all into these new songs… It’s something we know everyone can relate to on their own level. The world can infect us with its negativity, and it’s okay to struggle with it. That’s truly what Epidemic is about. Owning the diseased parts of us and turning it into a strength.»

(перев. с англ.) — «Мы взяли то, что пережили за последние полтора года, и вложили всё это в эти новые песни… Мы знаем, что это то, к чему каждый может относиться на своем собственном уровне. Мир может заразить нас своим негативом, и с этим можно бороться. Это то, что и представляет собой Эпидемия. Знать слабые стороны себя и превращать это в силу.»
Группа представила свой новый альбом в туре Superstition с австралийской арт-рок группой The Red Paintings. 22 декабря 2014 года группа выступила в специальном туре Beyond the Barricade Tour с Motionless in White, For Today и Ice Nine Kills. Незадолго до тура Энтони Барро покинул группу, продолжив карьеру звукорежиссёра, а Бёрджесс, перешёл на бас-гитару. На место ритм-гитариста пришёл автор песен в стиле метал Джереми Валентайн.

### Церемония награждения, туры и новые участники
В феврале 2015 года New Years Day объявили, что снова будут участвовать в туре Vans Warped Tour на сцене Journey’s Left Foot Stage. В апреле группа выступила на вечеринке в честь открытия тура в Лос-Анджелесе вместе с Metro Station, Crossfaith и As It Is. После открытия тура Бёрджесс покинул коллектив. Его заменил Крис Хаос, став бас-гитаристом. Осенью 2015 года группа анонсировала свой третий альбом «Malevolence» и дебютировала с песней «Kill or Be Killed» во время тура. Сингл был выпущен 26 июня 2015 года. 12 августа 2015 года группа объявила о своём первом самостоятельном туре: The Other Side Tour. К ним присоединились: Get Scared, Eyes Set to Kill, The Relapse Symphony и Darksiderz. Накануне выхода альбома коллектив устроил стрим на YouNow с фанатами, чтобы отпраздновать завершение работы над «Malevolence». Также, во время этого стрима группа представила Брэндона Вулфа на басу и Дэниела Трикса на барабанах.
В 2016 году коллектив записал кавер на песню группы My Chemical Romance «Sleep». Вскоре, ушёл Брэндон Вулф, его заменил бывший участник Static-X Фрэнки Сил. Трикс также покинул группу в том же году. Его заменил канадский рок-барабанщик Джошуа Инграм. В ноябре 2016 года группа отправилась в новый тур под названием The Retrograde Tour вместе с Crown the Empire и Blessthefall.
В следующем, 2017 году, New Years Day выступили с приглашённой вокалисткой Лиззи Хейл на церемонии вручения наград Alternative Press Music Awards (APMA). Также, группа возглавила тур Vans Warped Tour. В туре также участвовали Bowling for Soup, Falling in Reverse и CKY. 1 июня 2017 года было объявлено, что все песни с тура будут включены в седьмой выпуск сборника Punk Goes Pop, который выпускался лэйблом Fearless Records. Сборник был выпущен 14 июля 2017 года. После завершения месячного фестиваля с Halestorm в рамках Halloween Scream Tour Валентайн и Ингрэм «тихо расстались с группой». 26 января 2018 года группа выпустила новый EP «Diary of a Creep» с каверами и оригинальными песнями.
Коллектив участвовал в Новогоднем туре 2018-го года под названием Witching Hour Tour. Вместе с ними выступала группа In This Moment и специальный гость — группа P.O.D. (Payable On Death).
9 ноября 2018 года группа выпустила новый сингл «Skeletons» с грядущего альбома «Unbreakable», который должен был выйти в начале 2019 года. В феврале того же года Костелло заявила, что звук в новом альбоме будет значительно тяжелее, чем у предыдущих. Кроме того, они различаются и тематически. Новый сосредоточен на теме прав, а не на негативе и жалости к себе, как было в предыдущих альбомах. 1 марта 2019 года группа выпустила второй сингл с альбома «Shut Up». Песня заняла 17-е место в рок-чартах Mainstream. Третий сингл — «Come For Me» был выпущен 5 апреля 2019 года. Официальный релиз «Unbreakable» состоялся 26 апреля 2019 года.

### Нынешнее состояние
Во вторую ночь WWE WrestleMania 37, New Years Day исполнила вживую заглавную песню Реи Рипли «Brutality», когда та вышла на ринг. CFO$ признало Эшли Костелло истинной исполнительницей данной песни. Вскоре, басист Фрэнки Сил объявил в своём Instagram, что покидает группу.
12 августа 2022 года группа выпустила первую за 3 года песню под названием «Hurts Like Hell». К этому моменту в коллектив вернулись Джерми Валентайн, Брэндон Вулф, Никки Мизери, а также к ним присоединился новый участник — Томми Рокофф на барабанах и вокале.

## Участники

### Ведущие
- Эшли Костелло — вокал (2005-н.в.);
- Никки Мизери — бас (2016, 2021—2022), ритм-гитара (2018—2022), ударные (2019—2022), соло-гитара (2011—2018, 2022-н.в.);
- Брэндон Вулф — бас (2015—2016, 2022-н.в.);
- Джереми Валентайн — ритм-гитара (2015—2017, 2022-н.в.), бас (2016), бэк-вокал (2015—2017, 2022-н.в.);
- Томми Рокофф — ударные, вокал (2022-н. в).

### Приглашённые
- Лонгино В. Парсонс III — ударные (2019—2021);
- Лиззи Хей — вокал (2017).

### Бывшие
- Эрик Сейло — бас (2005);
- Адам Лорбах — соло-гитара (2005), бас и бэк-вокал (2005—2007);
- Майк Скулден — соло-гитара и бэк-вокал (2005—2008);
- Кит Дровер — ритм-гитара, клавишные и бэк-вокал (2005—2008);
- Дэн Арнольд — соло-гитара (2010);
- Мэтью Линдблад — ритм-гитара и бэк-вокал (2011);
- Рассел Диксон — ударные (2005—2013);
- Энтони Барро — бас и гроул-вокал (2007—2014);
- Джейк Джонс — ритм-гитара (2011—2014);
- Ник Росси — ударные (2014—2015);
- Тайлер Бёрджесс — ритм-гитара (2014), бас и бэк-вокал (2014—2015);
- Крис Хаос — бас (2015);
- Трикс Даниэль — ударные (2015—2016);
- Джошуа Ингрэм — ударные (2016—2017);
- Фрэнки Сил — бас (2016—2021);
- Зак Моррис — ударные (2018);
- Макс Георгиев — соло-гитара (2018);
- Брайан Сумвальт — ударные (2018);
- Джеймс Реншоу — ударные (2018—2019);
- Остин Ингерман — соло-гитара (2018—2022), бас (2021—2022).

## Дискография

### Студийные альбомы
- 2007 — My Dear
- 2013 — Victim to Villain
- 2015 — Malevolence
- 2019 — Unbreakable
- 2023 — Half Black Heart

### EP
- 2005 — демо
- 2006 — New Years Day/Razor
- 2011 — The Mechanical Heart
- 2014 — Epidemic
- 2018 — Diary of a Creep